# 伯納德岩
伯納德岩（英語：Bernard Rocks）是南極洲的岩石，位於布拉班特島東北面，處於戴維斯島和斯帕蘭扎尼角之間，屬於帕默群島的一部分，由讓-巴蒂斯特·夏古率領的法國探險隊繪入地圖，現時由南極條約體系管理。